# Shinji Otsuka
Shinji Otsuka (大塚 真司, 29 de desembre de 1975) és un exfutbolista del Japó.
Comença la seua carrera professional al JEF United Ichihara el 1994. Ha jugat als clubs Kawasaki Frontale, Omiya Ardija, Montedio Yamagata i Consadole Sapporo i es va retirar a finals de la temporada 2008.
L'abril de 1995, va ser seleccionat per la selecció nacional sub-20 del Japó per al Campionat Mundial juvenil de 1995.